# Tepechitlán

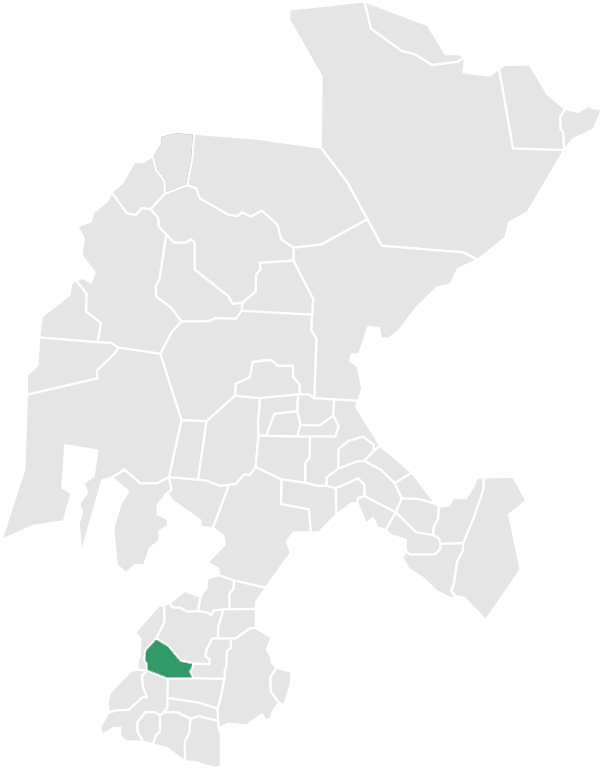

Tepechitlán é um município do estado de Zacatecas, no México.